# Ambroni

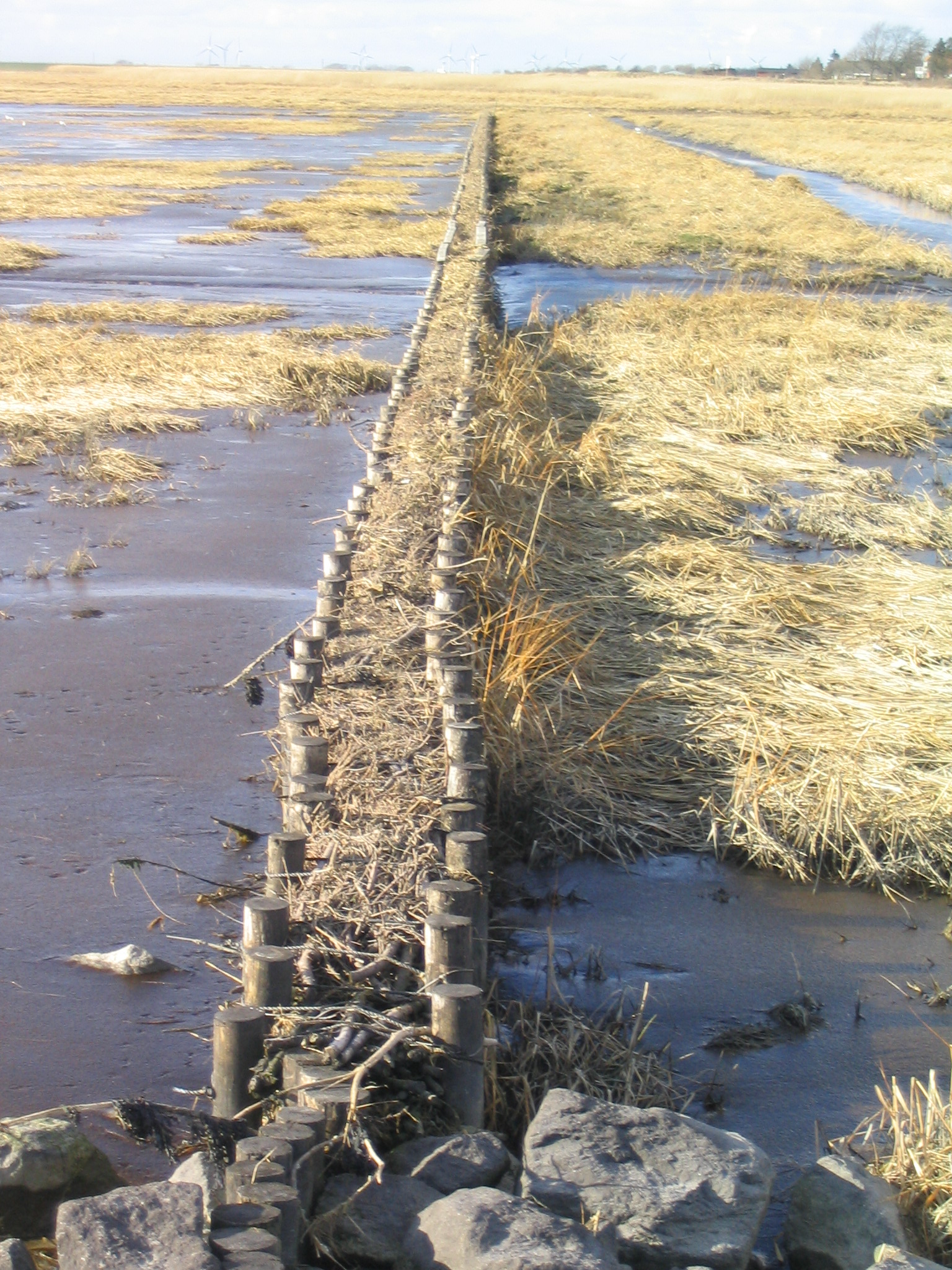
Particolare del Nordfriesland (Buhne, Schobüll)

La tribù degli Ambroni (o Ambrones) apparve brevemente nelle fonti romane relative al II secolo a.C. La loro posizione all'inizio della loro breve storia fu la costa dell'Europa settentrionale, a nord della foce del Reno, nelle Isole Frisone. La regione è oggi costituita da ciò che resta dello Zuider Zee e dallo Jutland, che essi condivisero con i propri vicini: Cimbri e Teutoni.

## Etnonimo
Non si è sicuri sulla loro provenienza. I Teutoni erano probabilmente Germani, ma esiste qualche prova che dimostrerebbe che Ambroni e Cimbri avevano radici miste. In seguito, durante il breve e sanguinario attraversamento dell'Europa, i Cimbri vennero guidati da Boiorix, un nome celtico che significa "Re dei Boi". Il prefisso Amb è usuale in molti nomi tribali celtici. Gli Ambroni seguirono i costumi celtici urlando il nome della propria tribù durante le entrate in battaglia. Secondo Plutarco, in occasione della battaglia di Aquae Sextiae, nel 102 a.C., quando i Liguri, alleati dei Romani, urlarono "Ambrones!" come grido di battaglia, ottennero in risposta lo stesso grido dal fronte opposto; da ciò deriva l'ipotesi di una origine comune coi Liguri (la cui originaria espansione si estendeva presumibilmente alla penisola iberica e alla Francia meridionale prima dell'espansione dei Celti), ma sull'episodio ci sono interpretazioni opposte. I Romani li consideravano Germani, non Celti, e si allearono con i Celti combattendo contro di loro. Queste circostanze suggeriscono la presenza di un'etnia mista, probabilmente in origine celtica ma assimilata dai Germani. Non solo provenivano da una regione settentrionale recentemente germanizzata, ma in questo periodo le tribù germaniche vennero pesantemente influenzate dalla cultura celtica.

## Storia
I tre vicini entrarono nella storia romana sotto forma di alleanza determinata ad emigrare nelle terre meridionali. Forse gli Ambroni vennero guidati dalle recenti alluvioni dello Zuider Zee, non ancora inondato. In tutto si parla di circa 300 000 uomini, dei quali 30 000 erano Ambroni. La migrazione si trasformò ben presto in razzie. Mentre puntavano verso la Boemia, vennero bloccati dai Boi, che in quel periodo abitavano le terre che ancora oggi portano il loro nome.

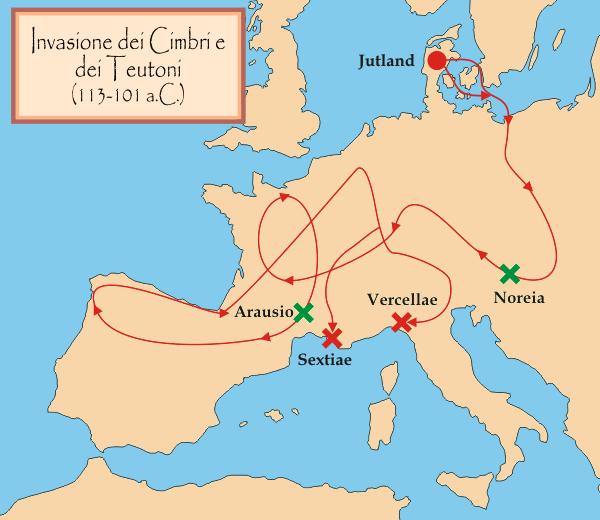
Percorso effettuato da Teutoni Cimbri e Ambroni. Il punto di divisione rappresenta la base stabilita in Gallia. I Cimbri proseguirono verso Vercellae, mentre Teutoni ed Ambroni finirono a Sextiae

Girando attorno ai Boi, i tre alleati entrarono nell'Illiria oltrepassando la Sava e la Morava, ma ben presto lasciarono questo territorio montuoso per i verdi pascoli della Gallia, seguendo un tragitto che passava a nord delle Alpi e dei pericolosi Romani. I Romani tentarono di mettersi sulla loro strada, subendo però pesanti perdite a causa della rivalità tra i consoli al comando; un esercito venne sconfitto sotto Gneo Papirio Carbone (Perseus, Carbo No. 4) nel 113 a.C. a Noreia in Stiria, un altro guidato da Marco Giunio Silano Torquato (Marcus Junius Silanus Torquatus) (Perseus, Silanus, Junius No. 17) in Gallia nel 109 a.C., un terzo guidato da Gaio Cassio Longino nel 107 a.C., ed un quarto da Quinto Servilio Cepione e Gneo Mallio Massimo nel 105 a.C. (Battaglia di Arausio).
Teutoni, Cimbri e Ambroni si insediarono nell'Italia settentrionale. I tre alleati tennero una base in Gallia dividendosi poi in due fronti. Gli Ambroni ed i Teutoni transitarono in Liguria (est di Marsiglia), mentre i Cimbri entrarono in Italia passando più a nord. A questo punto i Romani decisero di nominare di nuovo console Gaio Mario, illegalmente, visto che aveva già ricoperto il ruolo.
Mario marciò in Liguria stabilendo un campo sul percorso del nemico. I Teutoni assaltarono il campo venendo respinti. Decisero di proseguire aggirando il campo. Mario li seguì accampandosi vicino a quella che sarebbe passata alla storia col nome di battaglia di Aquae Sextiae, ai piedi delle Alpi. L'anno era il 102 a.C.
La battaglia iniziò come incontro casuale, ma i Romani la trasformarono in schiacciante vittoria. Quando gli Ambroni attaccarono i Romani questi stavano attingendo l'acqua da un vicino fiume. I Liguri erano alleati dei Romani, e accorsero per aiutarli ricacciando gli Ambroni oltre il fiume. I Romani compattarono i ranghi respingendo gli Ambroni che tentavano di nuovo di oltrepassare il fiume. Gli Ambroni persero buona parte delle loro forze. Due giorni dopo Mario respinse un attacco al campo e strinse le forze nemiche tra il proprio esercito ed un'imboscata di 3000 uomini alle spalle. 
Mario fece 100 000 prigionieri, praticamente annientando gli Ambroni. Il campo presente in Gallia sopravvisse alla disfatta. Fondendosi con i Celti locali, diedero vita ad una nuova tribù, gli Aduatuci. Fu la fine degli Ambroni. Questa storia si può trovare nell'opera Vite parallele di Plutarco; per la precisione nella vita di Gaio Mario scritta nell'80.